# Opération Deadstick
Seconde Guerre mondiale
L'Opération Deadstick (en anglais : « Operation Deadstick ») était le nom de code donné à une opération des troupes aéroportées de la British Army, menée pendant les premières heures du 6 juin 1944, dans le cadre du débarquement allié en Normandie pendant la Seconde Guerre mondiale. L'objectif était de capturer intacts deux ponts en Normandie, qui enjambaient l'Orne et le Canal de Caen, représentant les uniques voies de sortie vers l'est pour les forces britanniques à partir de leur débarquement sur Sword Beach. Les rapports des services de renseignement déclaraient que les deux ponts étaient fortement défendus par les Allemands et étaient déjà câblés et préparés pour une démolition contrôlée. Une fois capturés, les deux ponts devaient être tenus et défendus contre n'importe quelle contre-attaque, jusqu'à ce que la force d'assaut soit relevée par les commandos et l'infanterie, en progression depuis la zone de débarquement britannique.
La mission était vitale pour le succès de l'Opération Tonga, qui regroupait toutes les opérations aéroportées effectuées sur la Normandie. L'échec à capturer les ponts intacts, ou à empêcher leur démolition par les Allemands, aurait laissé la 6e division aéroportée britannique coupée du reste les forces alliées, le dos face à deux étendues d'eau. D'un autre côté, si les Allemands étaient parvenus à conserver le contrôle des ponts, ils auraient été en mesure d'utiliser leurs panzerdivisionen (divisions blindées) pour attaquer les troupes en train de débarquer sur les plages normandes.
La responsabilité de l'opération incomba aux membres de la Compagnie « D » (en anglais : « D Company »), du 2d bataillon aéroporté (en), de l'Oxfordshire and Buckinghamshire Light Infantry, élément de la 6e brigade aérotransportée, de la 6e division aéroportée. Le groupe d'assaut comprenait une compagnie renforcée de six pelotons et un peloton détaché des Royal Engineers. Ils décollèrent du sud de l'Angleterre vers la Normandie à bord de six planeurs d'assaut Horsa. Après ce qui fut décrit comme les « plus exceptionnelles réalisations aéronautiques de la guerre », les planeurs déposèrent la compagnie sur son objectif. Après un bref échange de coups de feu, les deux ponts furent capturés, puis défendus contre les ripostes de chars, de canonnières et d'infanterie, jusqu'à l'arrivée de la relève.

## Contexte

### Forces britanniques
Au cours de l'étape de la planification de l'opération Overlord, la décision fut prise de faire atterrir la 6e division aéroportée — commandée par le major-général Richard Gale — sur le flanc gauche des plages d'invasion, entre les fleuves Orne et Dives. Son principal objectif était de capturer les deux ponts routiers au-dessus du fleuve Orne et du canal de Caen et d'empêcher une attaque allemande sur les flancs de la zone de débarquement. L'échec de la prise des deux ponts laisserait la 6e division aéroportée isolée en territoire ennemi, donc la 5e brigade parachutiste fut réservée pour la défense des ponts contre d'éventuelles contre-attaques allemandes. Gale décida que la seule façon de capturer les ponts intacts était d'effectuer un assaut de type « coup de main » à l'aide de planeurs. Il demanda ensuite au brigadier Hugh Kindersley, de la 6e brigade aérotransportée, de désigner sa meilleure compagnie pour l'opération.
La compagnie « D » (en anglais : « D Company »), du 2d battalion (Airborne), de l'Oxfordshire and Buckinghamshire Light Infantry — commandée par le major John Howard, assisté du Second-in-command (en) le captaine Brian Priday — fut sélectionnée pour la mission. La compagnie s'était entraînée intensivement et était devenue la plus performante de tout le bataillon, utilisant souvent des zones endommagées par les bombardements à l'intérieur des villes pour pratiquer le combat de rue avec des munitions réelles. Howard pensait que l'invasion ferait appel à des combats de nuit et modifia les entraînements quotidiens afin que ses hommes soient prêts et parés à toute éventualité. Pendant plusieurs semaines d'affilée, ils se levèrent à 20 h et réalisèrent des grandes manœuvres, des entraînements et de la paperasse normale au fil de la nuit, avant de partir se reposer à 13 h. Gale testa la compagnie grâce à deux exercices majeurs, au cours desquels l'objectif était de capturer des ponts, lorsqu'il devint évident aux yeux de ses supérieurs hiérarchiques que la compagnie ne serait pas en mesure de réaliser la mission sur ses seuls moyens. Il fut demandé à Howard de sélectionner deux pelotons supplémentaires du bataillon pour renforcer les hommes du groupe initial. Howard choisit deux pelotons de la Compagnie « B » (en anglais : « B Company »), commandés par les lieutenants Fox et Smith (en). Toute charge explosive trouvée sur les ponts était sous la responsabilité de trente Royal Engineers de la 249th (Airborne) Field Company, commandée par le captaine Jock Neilson. Des modifications furent ensuite appliquées au plan opérationnel pour l'adapter à l'emploi de six pelotons. Trois furent affectés à l'attaque simultanée de chaque pont, avec les fantassins s'occupant des soldats de garde, pendant que les Engineers localisaient et neutralisaient toute charge de démolition trouvée sur les ouvrages. Pendant six jours et six nuits consécutives, la compagnie mena des exercices près d'Exeter, dans le sud-ouest de l'Angleterre, où deux ponts similaires à ses objectifs se situaient sur le Canal d'Exeter (en).
Le transport vers la Normandie fut réparti sur six planeurs Airspeed Horsa, pilotés par douze sous-officiers de l'Escadron « C » du Régiment de pilotes de planeurs (en),. Le Horsa avait une envergure de 27 mètres pour une longueur de 20 mètres, et pouvaient embarquer une charge utile maximale de 7 140 kg, ou de la place pour deux pilotes, 28 soldats ou un mélange de deux Jeeps, de canons d'artillerie et remorques,. L'entraînement des pilotes faisait appel à des atterrissages sur de courtes bandes de terrain, le vol aux instruments à l'aide de chronomètres pour effectuer des changements de cap précis, ainsi que le port de lunettes aux verres très foncés pour habituer les équipages au vol de nuit. En mai 1944, ils avaient effectué 54 sorties d'entraînement, volant par tous les temps, de jour comme de nuit.
Howard ne fut pas mis au courant des détails exacts de l'opération avant le 2 mai 1944. Ses ordres étaient de capturer intacts les deux ponts sur le fleuve Orne et sur le canal de Caen, respectivement à Bénouville et Ranville, ainsi que de tenir les positions jusqu'à l'arrivée de la relève. La relève serait initialement une compagnie du 7e bataillon parachutiste sous le commandement d'Howard. Quand le reste du bataillon parachutiste arriverait, il se tournerait vers son commandant, le lieutenant-colonel Richard Pine-Coffin (en). La 3e division d'infanterie et les commandos de la 1st Special Service Brigade devaient arriver à Sword Beach à 6 h du matin, puis avancer vers les ponts, où ils étaient attendus pour 11 h du matin.

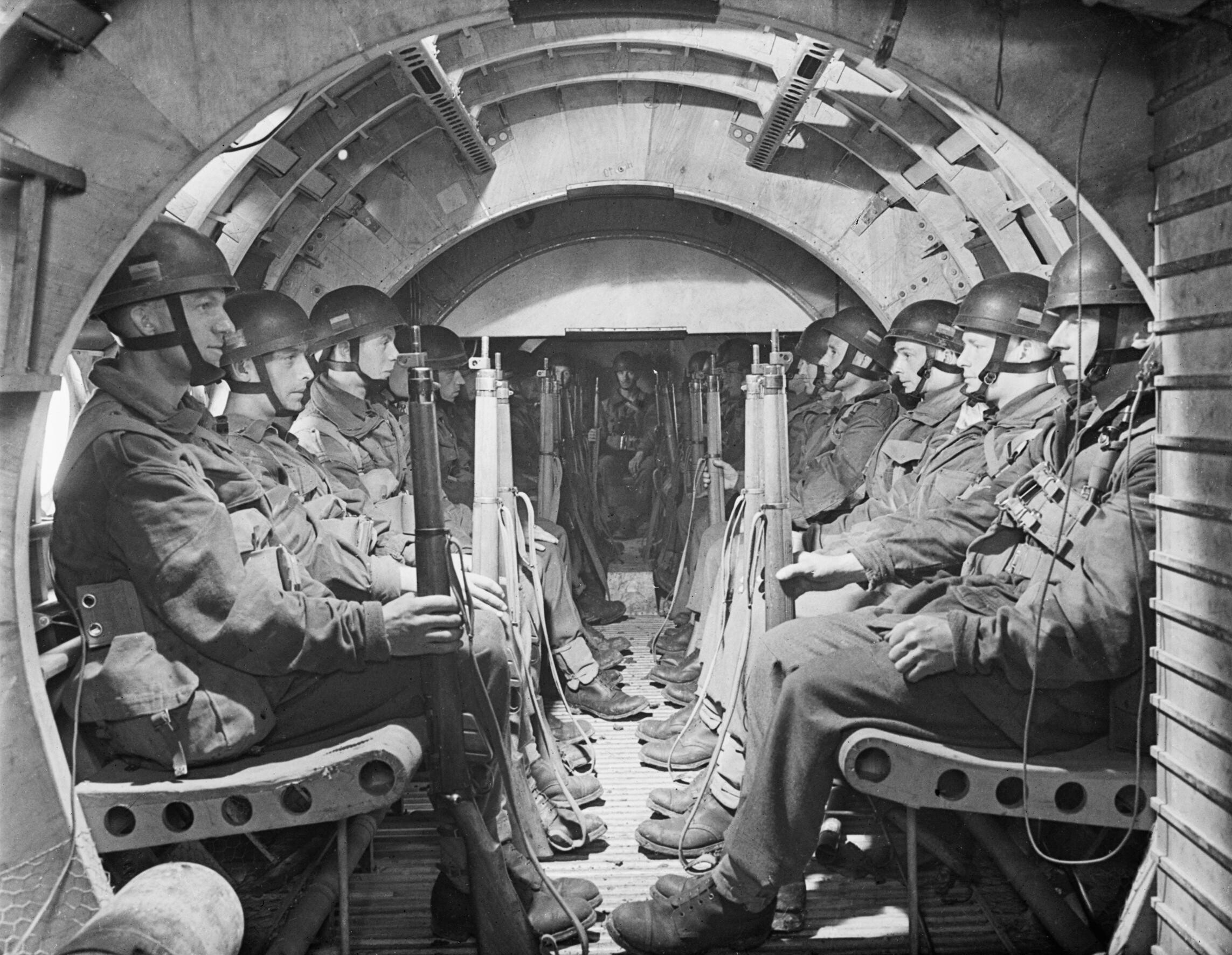
L'intérieur d'un planeur Horsa, en regardant vers l'arrière depuis le cockpit.

À la fin du mois de mai 1944, la Compagnie « D » quitta le camp du bataillon, à Bulford, dans le Wiltshire, pour le terrain de la base aérienne Tarrant Rushton de la RAF (en), dans le Dorset. La base fut ensuite sécurisée et Howard donna à chacun les instructions de la mission, distribuant des photographies des ponts et dévoilant une maquette de la zone. Le commandant du régiment de pilotes de planeurs, le Staff sergeant (en) Jim Wallwork, déclara à Howard qu'avec une charge complète d'hommes, de munitions, d'embarcations d'assaut et de matériel des Engineers, ses planeurs seraient dangereusement surchargés. Howard décida alors de n'embarquer qu'un canot par planeur et retira deux hommes de chaque peloton. À la dernière minute, le docteur John Vaughan remplaça un homme blessé dans l'un des pelotons.
Le 5 juin 1944, la compagnie effectua les préparatifs finaux pour la mission. Chaque homme reçut ses armes et ses munitions, ainsi que jusqu'à neuf grenades et quatre chargeurs de fusil-mitrailleur BREN. Chaque peloton disposait également d'un mortier « Deux pouces » (en) et d'une radio. Juste avant leur embarquement à bord des planeurs, les soldats reçurent des codes à mémoriser et utiliser à la radio lors de l'opération : « Ham » et « Jam » signifiaient respectivement que le pont du canal et celui du fleuve avaient été capturés. La capture et la destruction du pont du canal serait signalée en utilisant le code « Jack », tandis que le code « Lard » signifierait un sort similaire pour le pont du fleuve.

### Ponts

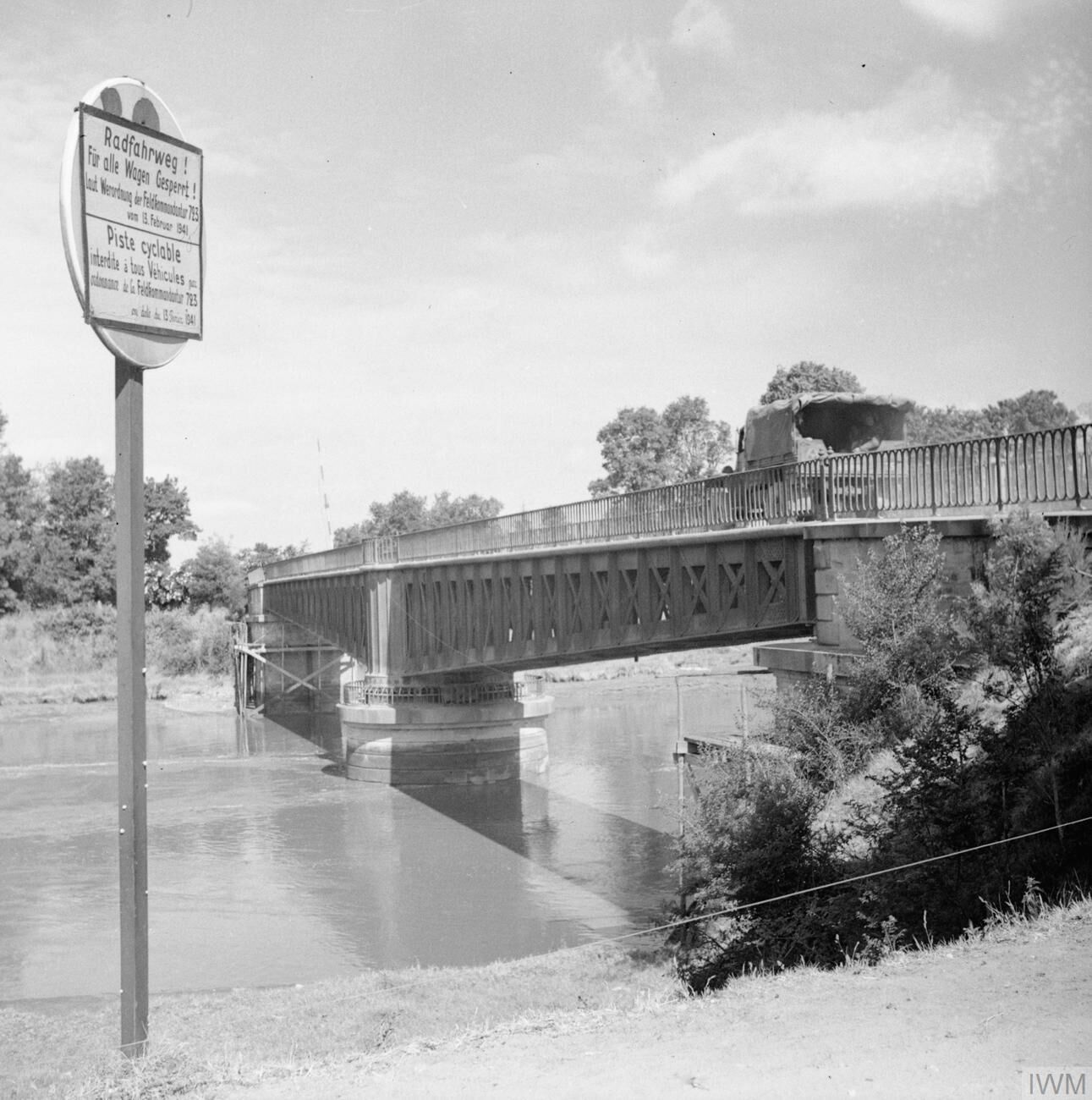
Le pont sur le fleuve Orne.

Le pont de Ranville enjambait le fleuve Orne et le pont de Bénouville enjambait le canal de Caen vers l'ouest. Ils étaient situés à huit kilomètres de la côte et représentaient l'unique accès à la ville de Caen. La route principale entre les deux communes passait par les deux ponts, puis continuait vers l'est vers le fleuve Dives. Long de 58 mètres et large de 3,7 mètres, le pont du canal de Caen pouvait s'ouvrir pour permettre le passage de trafic fluvial en-dessous. Les commandes de ce mécanisme étaient installées dans une cabine à côté du pont. Le canal était profond de 8,2 mètres et large de 46 mètres, avec des berges de deux mètres de haut essentiellement constituées de terre et de pierres. De petites pistes en tarmac couraient le long des deux berges, sur toute la longueur du canal.
Entre les deux ponts, il y avait une bande de sol essentiellement marécageux d'environ 500 mètres de long, entrecoupée de fossés et de petits courants. Le pont de Ranville était long de 110 mètres pour une largeur de 6,1 mètres, et pouvait également être ouvert pour permettre le passage de trafic fluvial. Le fleuve était large de 49 à 73 mètres, pour une profondeur moyenne de 2,7 mètres. Il était entouré de berges boueuses d'environ 1,1 mètre de hauteur. Quelques petites maisons étaient alignées le long du côté ouest du fleuve, reliées par une piste de 2,4 à 3 mètres de largeur, qui courait le long des deux berges.

### Forces allemandes

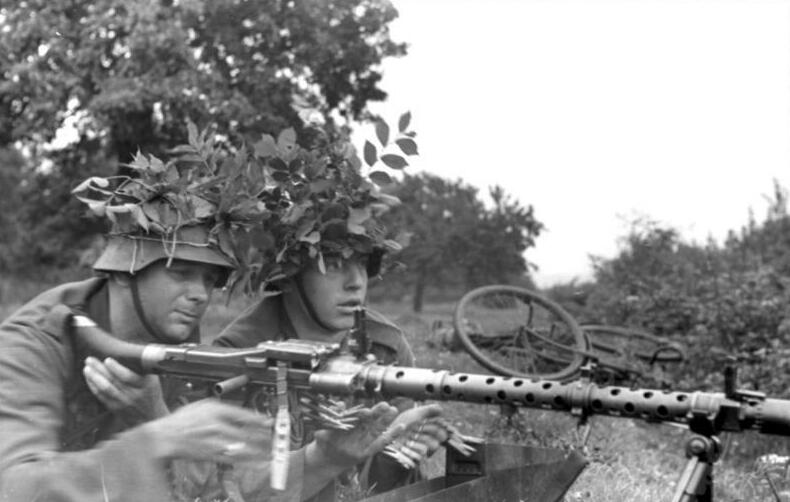
Des soldats allemands, avec une mitrailleuse.

Les ponts étaient gardés par cinquante hommes appartenant au 736e régiment de grenadiers allemand, de la 716e division d'infanterie. L'unité était commandée par le major Hans Schmidt et basée à Ranville, à 1,9 kilomètre à l'est du fleuve Orne. Le 716e était une formation statique et avait été affecté en Normandie depuis le mois de juin 1942. Les huit bataillons d'infanterie de la division étaient déployés pour défendre une portion de 34 kilomètres du Mur de l'Atlantique. L'unité était très mal équipée, avec un mélange d'armes étrangères et mise en œuvre par des appelés provenant de Pologne, d'Union soviétique et de France, sous les ordres d'un officier allemand et de sous-officiers âgés. Les soldats de Schmidt avaient pour ordre de faire sauter les deux ponts s'ils étaient en danger de capture.
Une seconde division, la 21e Panzerdivision, arriva dans la zone en mai 1944. L'un de ses régiments, le 125e Panzergrenadier, commandé par le colonel Hans von Luck, fut cantonné à Vimont, juste à l'est de Caen. Il y avait également un bataillon du 192e régiment Panzergrenadier basé à Cairon, à l'ouest des ponts. Le colonel Von Luck entraînait ses hommes aux opérations anti-invasion. Il identifia également des points d'incursion plausibles et balisa les routes allant vers le front, les zones de repos et de ravitaillement, et les positions des canons antiaériens. La 21e Panzerdivision était une formation nouvelle, basée sur l'ancienne unité de l'Afrika Korps, qui avait été détruite en Afrique du Nord. Bien qu'équipée avec un assortiment de vieux chars et d'autres véhicules blindés, les officiers de la division étaient des vétérans, et deux mille hommes de l'ancienne division peuplaient ses rangs. Plus loin étaient installées la 12e Panzerdivision SS, à Lisieux, et la Panzer Lehr Division, à Chartres, toutes deux à moins d'un jour de marche de la zone.
Les défenses étaient en place aux deux ponts. Sur la rive ouest du pont du canal de Caen, il y avait trois emplacements de mitrailleuses, et sur la rive est une mitrailleuse et un fusil antichar. Au nord de leur position étaient disposées trois autres mitrailleuses et un bunker. Une tour antiaérienne équipée de mitrailleuses était installée au sud. Au pont du fleuve Orne, la rive est, au sud du pont, disposait d'un bunker avec des canons antichars et antiaériens. Au nord du pont étaient installées deux mitrailleuses. Les deux ponts disposaient d'un système de tranchées en sacs de sable le long des berges.

## L'opération

### Vols et atterrissages

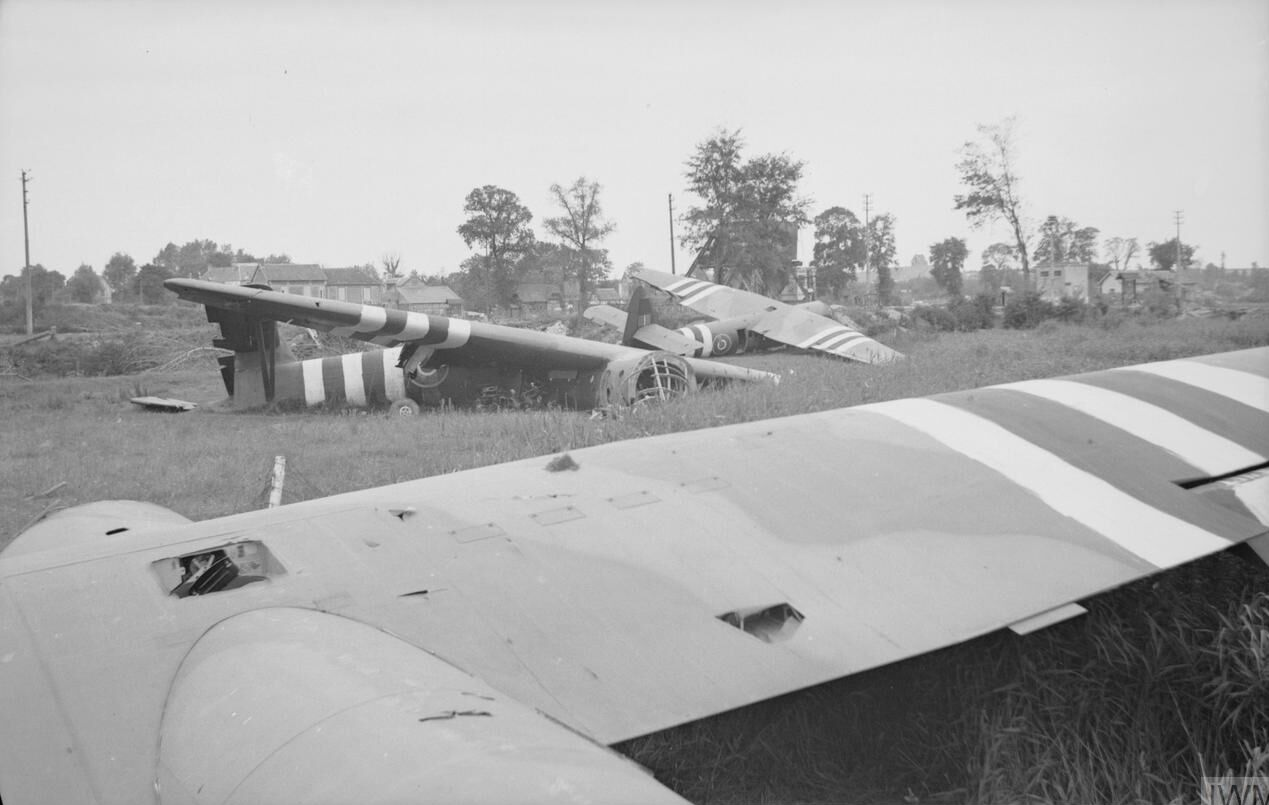
Les trois planeurs du Canal de Caen. Le pont est en arrière-plan, caché par les arbres.

Le 5 juin 1944 à 22 h 56, les six planeurs, remorqués par des bombardiers Halifax, décollèrent de la base aérienne Tarrant Rushton de la Royal Air Force. Le Horsa no 1, premier des trois planeurs dirigés vers le Canal de Caen, transportait Howard et le platoon du Lieutenant Den Brotheridge, le no 2 transportait le platoon du Lieutenant David Wood (en), et le no 3 transportait le platoon du Lieutenant Smith. Priday, avec le peloton du Lieutenant Hooper, se dirigea vers le pont du fleuve avec le planeur no 4. Le no 5 transportait le peloton du Lieutenant Fox, suivi par le no 6, transportant le peloton de Tod Sweeney (en). Chaque planeur transportait également cinq Royal Engineers.
Survolant la Manche à 7 000 pieds (2 100 mètres) d'altitude, les bombardiers atteignirent la côte normande à 0 h 7 le 6 juin 1944 et larguèrent leurs planeurs. Avec Wallwork aux commandes, le planeur no 1 effectua un atterrissage forcé dans les fils de fer barbelés entourant les défenses du pont du Canal de Caen, à 0 h 16. Les autres planeurs suivirent, à des intervalles d'une minute. Le planeur no 2 se cassa en deux et s'arrêta au bord d'un grand étang. L'un des hommes tomba à l'eau et se noya, devenant la première perte humaine de l'opération. Les pelotons de Brotheridge et Smith se dirigèrent vers le pont, pendant que le peloton de Wood se dirigea vers les tranchées situées sur son côté nord-est.

### Capture des ponts

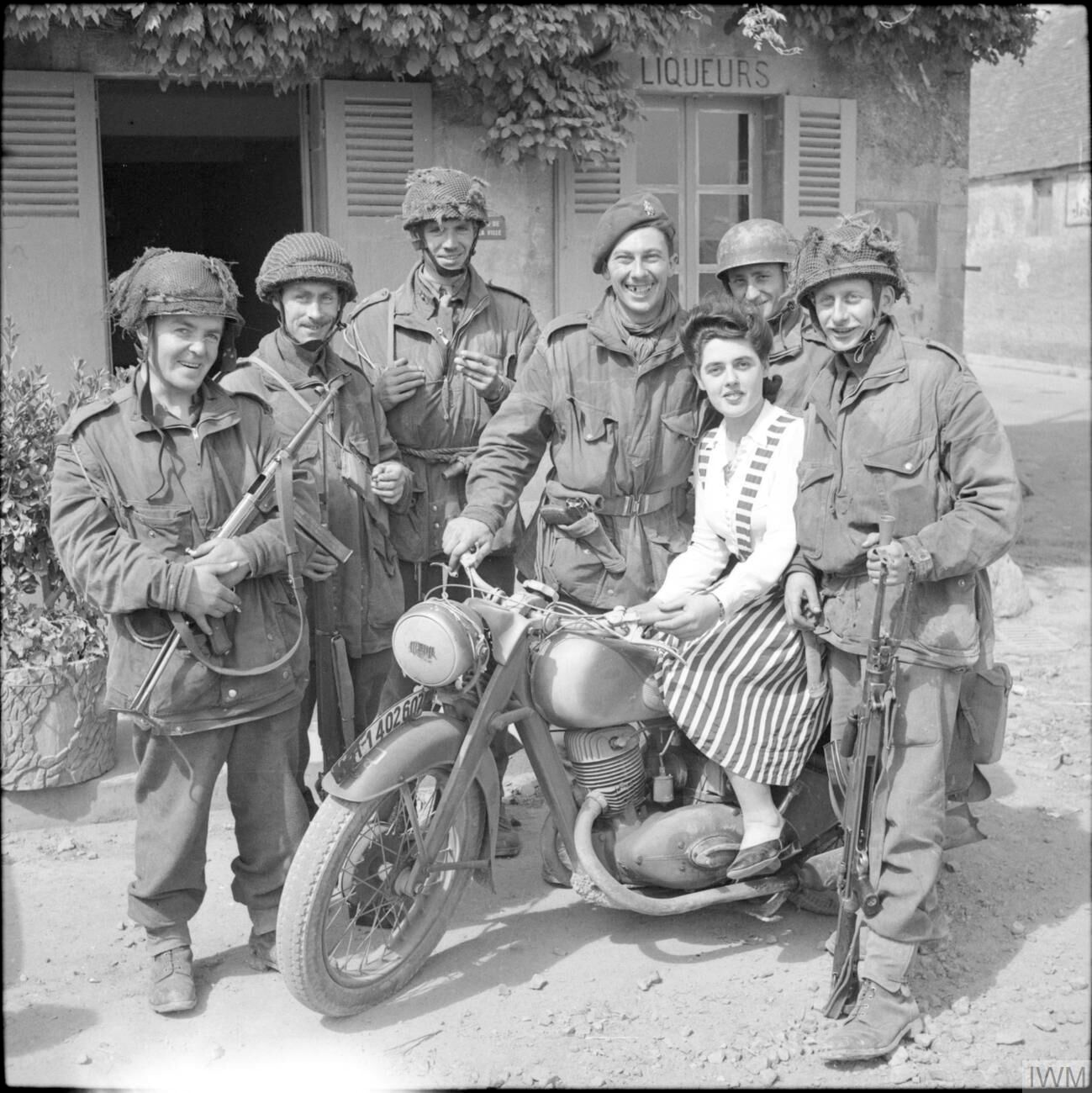
Les soldats aéroportés et une civile française. L'homme sur la gauche, le soldat Musty, est armé avec un allemand.

Même s'ils ne connaissaient pas le lieu exact, les Allemands savaient que l'invasion était imminente. Le major Schmidt, responsable des ponts, fut informé qu'il était sur l'un des points les plus critiques de Normandie. Toutefois, les défenseurs ne furent pas totalement en alerte, et seulement deux sentinelles étaient de service lorsque les planeurs atterrirent. Le son d'un coup de feu alerta les deux sentinelles sur le pont du Canal de Caen. Alors que le peloton de Brotheridge attaquait, l'une des sentinelles s'enfuit en courant et en criant « parachutistes ! », alors que la deuxième sentinelle utilisa son pistolet de détresse pour tirer une fusée éclairante afin d'alerter les défenseurs alentour. Brotheridge le tua, pendant que les autres membres de son peloton nettoyèrent les tranchées et le bunker à la grenade. Alertés par la fusée éclairante, les mitrailleurs allemands ouvrirent le feu sur le pont, blessant Brotheridge au moment où il lançait une grenade. La grenade fit taire l'une des positions de mitrailleuses, tandis qu'une autre fut neutralisée par le feu des mitrailleuses BREN.
Le premier peloton traversa le pont pour prendre une position défensive sur la berge ouest. Les Royal Engineers du planeur no 1 localisèrent les charges explosives et coupèrent leurs détonateurs lorsqu'ils en trouvèrent. Le peloton de Smith traversa le pont après, échangeant des tirs avec les défenseurs allemands, lorsque Smith fut blessé par une grenade. Faisant usage de grenades et de leurs pistolets-mitrailleurs, les pelotons nettoyèrent les tranchées et les bunkers. À 0 h 21, la résistance allemande sur la berge ouest du pont du canal était vaincue. Vérifiant la zone, les hommes du peloton de Brotheridge réalisèrent alors que leur chef était blessé. Il ne parvint pas à se remettre de ses blessures et mourut, devenant le premier soldat allié tué par une action ennemie pendant l'invasion. Sur la berge est, le peloton de Wood nettoya les tranchées et les bunkers avec peu de résistance. Wood fut touché à la jambe par une balle de mitrailleuse au moment où il ordonna à son peloton de prendre d'assaut les défenses allemandes. Les commandants des trois pelotons au pont du canal étaient désormais morts ou blessés. À peu près au même moment, des éclaireurs (en) de la 22nd Independent Parachute Company atterrirent dans la zone entre les fleuves Orne et Dives. Le Brigadier Nigel Poett, commandant la 5e brigade parachutiste, ainsi qu'une petite équipe, accompagnèrent les éclaireurs. Désorienté après l'atterrissage, Poett entendit tirer la Sten de Brotheridge et partit en direction des ponts, en emmenant avec lui l'unique homme qu'il parvint à localiser. L'Unteroffizier (sous-officier) Weber, le seul Allemand parvenant à échapper à l'attaque de la Compagnie « D », fuit vers Bénouville et rapporta que le pont avait été capturé.
Le planeur de Fox — le no 5 — fut le premier à atterrir à 300 mètres du pont du fleuve, à 0 h 20, alors que le planeur no 4 fut reporté manquant. Quand les Allemands ouvrirent le feu avec une MG 34, le peloton répondit avec ses mortiers « deux pouces » (calibre 51 mm) et détruisit la position défensive avec un coup direct. Il traversa ensuite le pont, sans autre opposition. À 0 h 21, le sixième planeur atterrit, à 700 mètres du pont. Sweeney laissa une de ses sections sur la berge ouest, puis déplaça le reste du peloton à travers le pont pour prendre des positions défensives sur la berge est.
Depuis son nouveau poste de commandement établi, dans les tranchées de la berge est du canal près du pont, Howard apprit que le pont du fleuve avait également été capturé. Le Captain Neilson, des Engineers, rapporta que, bien que les ponts furent préparés pour une démolition, les explosifs n'avaient pas été installés, ni raccordés, et n'auraient jamais pu être activés « dans l'urgence ». Howard ordonna à ses signaleurs de transmettre par radio les codes « Ham » et « Jam », puis emmena le peloton du Lieutenant Fox à travers le pont du canal, les positionnant comme peloton de tête de la compagnie au carrefour entre Bénouville et Le Port.

### Arrivée du7ebataillonparachutiste
À 0 h 50, les avions transportant le reste de la 6e division aéroportée apparurent dans le ciel et les parachutistes atterrirent sur des drop zones (DZ) balisées par les éclaireurs. Howard commença à souffler le code Morse de la lettre « V » avec son sifflet, afin d'aider le 7e bataillon parachutiste à se diriger vers les ponts. Les premiers parachutistes à arriver, à 0 h 52, furent le Brigadier Poett et le soldat qu'il avait embarqué en chemin. Informé de la situation par Howard, ils entendirent des chars et des poids lourds bouger autour, à Bénouville et au Port. Sur la DZ, seulement une centaine d'hommes du 7e bataillon parachutiste parvinrent à atteindre leur point de ralliement, mais tout leur équipement de signalement, leurs mitrailleuses et leurs mortiers manquaient. Pine-Coffin, conscient que son bataillon était la seule unité affectée à des positions défensives à l'ouest des ponts, décida qu'il ne pouvait pas attendre plus longtemps et, à 1 h 10, partit en direction des ponts.

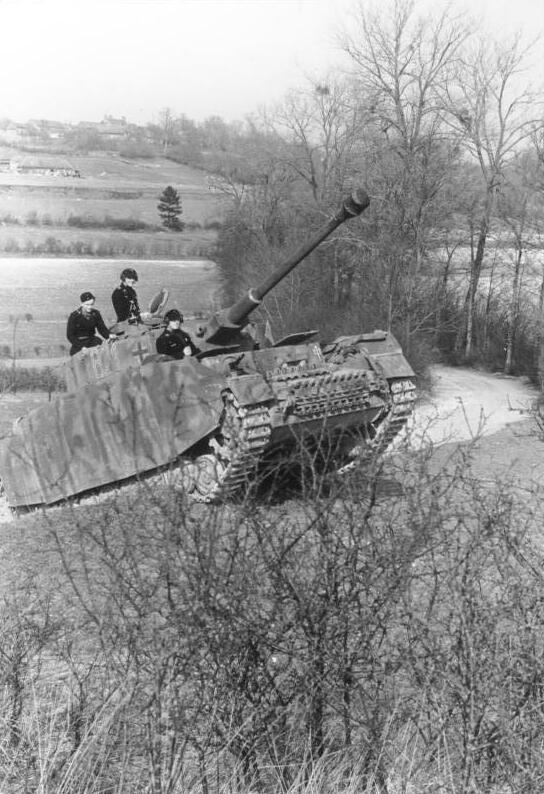
Un ', similaire à celui détruit au pont sur le Canal de Caen.

À peu-près au même moment, le major Schmidt décida qu'il devait voir par lui-même ce qui était en train de se passer sur les ponts. Il se dirigea vers le pont à bord de son autochenille SdKfz 250, accompagné d'une escorte motocycliste. Roulant à vive allure, ils passèrent sans le remarquer la ligne avant de la Compagnie « D » et arrivèrent directement sur le pont, lorsque la compagnie britannique ouvrait le feu. Le soldat sur sa moto fut tué, et l'autochenille effectua une sortie de route. Schmidt et son conducteur furent faits prisonniers.
Le commandant de la 716e division d'infanterie, le Generalleutnant Friedrich-Wilhelm Richter, fut informé à 1 h 20 des atterrissages de parachutistes et que les ponts avaient été capturés intacts. Une de ses premières actions fut de contacter le Generalmajor Edgar Feuchtinger, de la 21e Panzerdivision. Richter ordonna à la division d'attaquer les aires d'atterrissage. Alors que les chars de Feuchtinger étaient délégués au soutien de la 716e, ils constituaient également une partie de la réserve allemande qui ne pouvait pas bouger sans ordres émanant du Haut commandement allemand. Toutes les formations de Panzers ne pouvaient être mises en mouvement que sur ordre direct d'Adolf Hitler, qui dormait à ce moment-là et que son personnel refusa de réveiller. Lorsque le 125e régiment Panzergrenadier reçut des informations des opérations aéroportées, à 1 h 30, Luck ordonna à son régiment de se poster à ses aires de rassemblement, au nord et à l'est de Caen, et d'attendre de nouveaux ordres.
La grosse unité la plus proche du pont du canal était le 2d bataillon, 192e régiment Panzergrenadier, basé à Cairon. Le général Feuchtinger leur ordonna de re-capturer les ponts, puis d'attaquer les zones d'atterrissage de parachutistes plus loin vers l'ouest. À 2 h 0, le 2d bataillon se mit en route vers les ponts depuis l'ouest, appuyé par la 1re compagnie Panzerjäger et une partie du 989e bataillon d'artillerie lourde en provenance du nord. Lorsque les premiers Panzer IV arrivèrent au carrefour menant au pont, le véhicule de tête fut touché par une munition de l'unique arme antichar PIAT utilisable de toute la Compagnie « D ». Le véhicule explosa, faisant également exploser toutes ses munitions, et les autres véhicules battirent en retraite,.
La première compagnie du 7e bataillon parachutiste, commandée par le Major Nigel Taylor, arriva aux ponts. Howard les dirigea vers des positions défensives à l'ouest du canal, à Bénouville et Le Port. Quand Pine-Coffin arriva aux ponts, il fut mis au courant de la situation par Howard et traversa vers Bénouville, et établit son quartier général derrière l'église. Pine-Coffin avait environ 200 hommes disponibles dans ses trois compagnies. Il positionna les compagnies « A » et « C » à Bénouville, faisant face au sud en direction de Caen, et la compagnie « B » à Le Port, faisant face à Ouistreham. La compagnie « D » fut alors ramenée en arrière dans la zone entre les deux ponts et maintenue en réserve. Un nouveau nettoyage des tranchées et des bunkers fut effectué, et résulta en la capture de nombreux Allemands.
À 3 h 0, la 8e compagnie lourde, 192e régiment Panzergrenadier, équipée de chasseurs de chars Marder III de 75 mm, de canons antiaériens de 20 mm (en) et de mortiers, attaqua les compagnies « A » et « C » du 7e bataillon parachutiste par le sud. Les parachutistes furent forcés de reculer et les Allemands établirent leurs propres positions à Bénouville, mais demeurèrent incapables de briser la ligne britannique. Ils stagnèrent sur place et attendirent le renfort de chars avant de repartir en avant. Les Allemands tirèrent des obus de mortier et des rafales de mitrailleuse vers les parachutistes et tentèrent de petits assauts sur leurs positions pendant toute la nuit.
Juste avant l'aube, Howard convoqua ses commandants de pelotons pour une réunion. Avec leurs officiers supérieurs morts ou blessés, les platoons 1, 2 et 3 étaient désormais commandés par des Corporals. Le second de Howard, le Captain Priday et le peloton no 4 étaient manquants. Seuls les Lieutenants Fox et Sweeney, respectivement des pelotons no 5 et no 6, disposaient d'un groupe complet d'officiers et de sous-officiers. Les débarquements à Sword débutèrent à 7 h 0, précédés par un important soutien d'artillerie naval (en). Au niveau des ponts, la lumière du jour se levant permettait aux snipers allemands d'identifier les cibles, et quiconque était en mouvement dans un espace ouvert était en danger d'être touché. Les hommes du peloton no 1, qui avaient capturé le canon antichar de 75 mm sur la rive est du canal, l'utilisèrent pour détruire des positions de snipers potentielles dans Bénouville, le Château de Bénouville et la zone alentour. À 9 h 0, deux canonnières allemandes approchèrent le pont du canal en provenance de Ouistreham. Le navire de tête fit usage de ses canons de 20 mm et le peloton no 2 lui répondit par un tir de PIAT, touchant la timonerie du navire de tête, qui s'écrasa sur la berge du canal. Le second navire se retira vers Ouistreham. Un seul avion attaqua le pont du canal, à 10 h 0. Il largua une bombe, qui percuta le pont mais ne fit pas explosion.

### Combats de l'après-midi et connexion avec Sword Beach

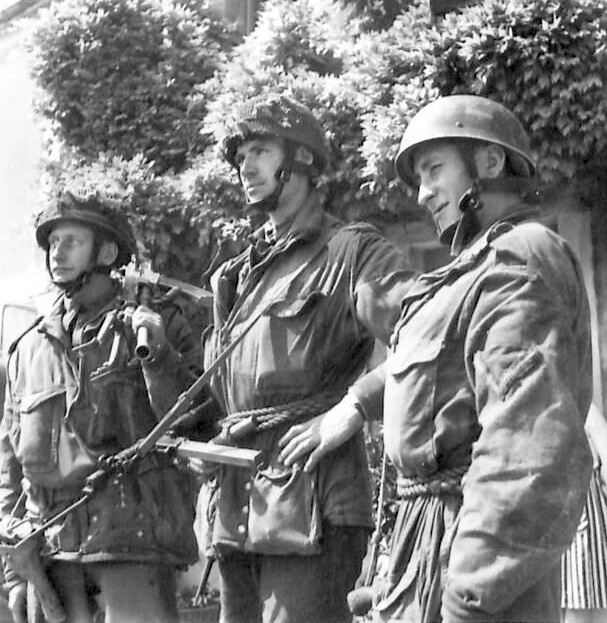
Le Captain Priday (au centre, tenant une) et des hommes du planeur manquant.

Les hommes du 2d bataillon allemand, 192e régiment Panzergrenadier, continuèrent à attaquer Bénouville et Le Port, aidés par leurs chars, leurs mortiers et leur infanterie. L'attaque causa de sérieux problèmes pour le 7e bataillon parachutiste — alors en sous-effectif — jusqu'à ce que le char de tête soit détruit par une grenade gammon, explosant et bloquant le passage sur la route. Pendant l'attaque, treize des dix-sept chars tentant une percée vers les ponts furent détruits. Les parachutistes furent ensuite renforcés par le peloton no 1 de la Compagnie « D ». Le peloton avança vers Bénouville et vida la ville tous les Allemands qu'elle abritait, dans un combat maison par maison. Les pelotons no 5 et no 6 se déplacèrent également vers des positions en face du café Gondrée, sur la rive ouest du canal. Vers midi, la plupart des hommes manquants du 7e bataillon parachutiste étaient arrivés aux ponts, et les trois pelotons provenant des planeurs furent réinstallés à leurs positions initiales.
Juste après midi, la 21e Panzerdivision reçut la permission d'attaquer les sites de débarquement. Luck dirigea le 125e régiment Panzergrenadier, à l'est du fleuve Orne, vers les ponts. La colonne fut rapidement repérée, et engagée pendant les deux heures qui suivirent par l'Artillerie et l'Aviation alliées, causant de lourdes pertes dans leurs rangs. Le 1er bataillon du 192e régiment Panzergrenadier, ainsi que le 100e régiment de Panzers, attaquant depuis l'ouest du canal, eurent plus de succès à atteindre les plages, entre la zone de débarquement britannique de Sword et la zone de débarquement canadienne de Juno. À 13 h 30, les hommes sur les ponts entendirent le son de la chanson « Blue bonnets over the boarder », jouée à la cornemuse par Bill Millin, de la 1st Commando brigade. Lorsque les commandos arrivèrent, ils traversèrent les ponts et rejoignirent le reste de la 6e division aéroportée défendant le périmètre du côté est. Quelques-uns des chars accompagnant les commandos se positionnèrent à Bénouville, afin de renforcer les défenses de la ville, tandis que les autres traversèrent les ponts avec les commandos. À 15 h 0, un bateau chargé de fantassins allemands approcha de Caen. Il fut engagé avec le canon antichar manœuvré par le peloton no 1, touché à la poupe par le second obus tiré, puis repartit vers Caen.
À 21 h 15, le 2d Battalion, Royal Warwickshire Regiment (en), de la 185e brigade d'infanterie (en), arriva de Sword et commença à relever les positions défensives des ponts. Vers minuit, Howard passa le commandement des ponts au Warwickshire Regiment et sa compagnie partit rejoindre le reste du bataillon, à Ranville. À 3 h 30, le 7 juin 1944, ils localisèrent les positions du bataillon et découvrirent que le Captain Priday et le peloton no 4 avaient déjà rejoint le bataillon. Le peloton avait atterri à côté du fleuve Dives, à Varaville, à environ treize kilomètres de là, et avait passé toute la journée du 6 juin à se battre pour rejoindre les ponts, en tentant de retrouver le reste de la compagnie.

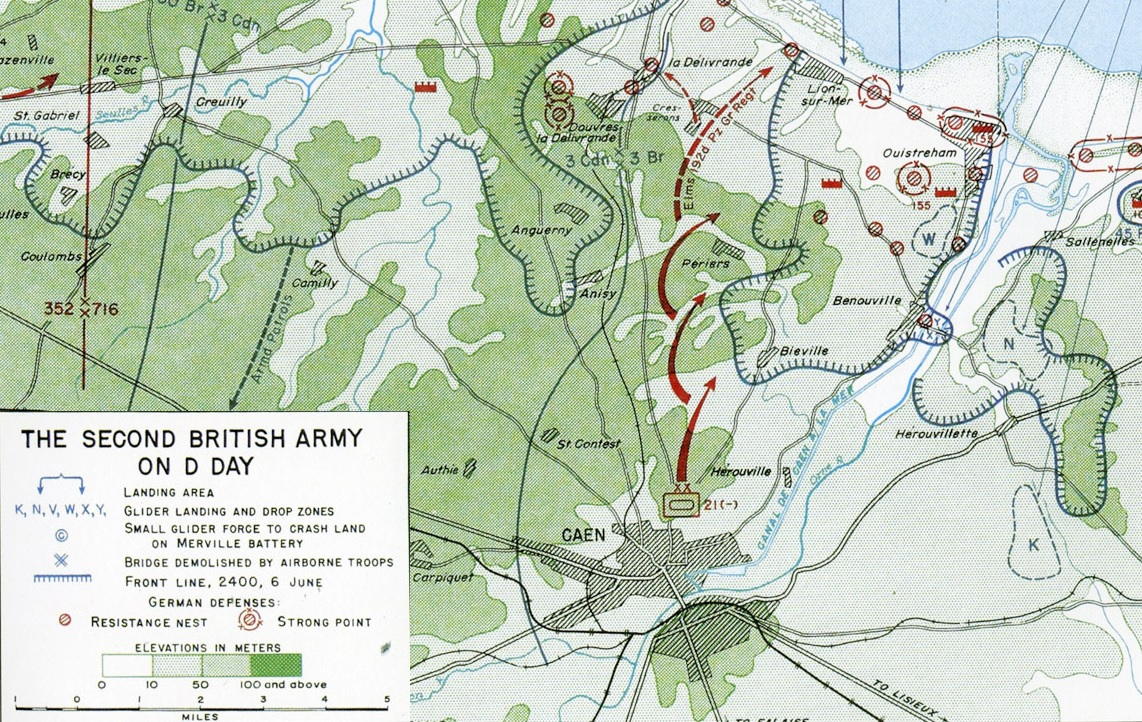
La Seconde Armée britannique, le Jour « J ».En bas, au centre, la ville de Caen. En haut à droite, la plage de Sword. Entre les deux, au niveau de Bénouville et traversant le fleuve Orne et le Canal de Caen à la mer, les ponts de Bénouville et de Ranville, plus tard renommés « Pegasus Bridge » et « Horsa Bridge ». Les flèches rouges indiquent les tentatives de contre-offensives allemandes.

## Résultats

### Sur le plan militaire
Le 6 juin 1944, Bénouville était le point le plus avancé du front britannique. Le 9 juin, la Luftwaffe attaqua les ponts avec treize avions. Les Britanniques avaient posté des canons antiaériens légers et moyens autour des ponts et, face à un feu antiaérien soutenu, les avions échouèrent dans leur attaque, bien qu'ils affirmèrent plus tard avoir détruit un des ponts par un coup au but.
La tête de pont, capturée par la 6e division aéroportée, fut le point de départ subséquent de nombreuses opérations suivantes. Le Ier corps mena le flanc est de la prise en tenaille de l'Opération Perch, à l'extérieur de la tête de pont, mais fut stoppé par la 21e Panzerdivision,. Une opération ultérieure, l'Opération Dreadnought, fut planifiée mais annulée ; elle prévoyait que le VIIIe corps utilise la tête de pont comme base de départ pour une attaque de Caen par les flancs. Finalement, les opérations Atlantic et Goodwood attaquèrent en avant de la tête de pont, libérant les secteurs restants de Caen et mettant fin à la Bataille de Caen,,,.
Après l'accomplissement de l'Opération Deadstick, les Engineeers, les pilotes de planeur et la Compagnie « B » retournèrent à leurs formations parentes. La Compagnie « D » joua une part importante dans la défense de la 6e division aéroportée sur la tête de pont du fleuve Orne, ainsi que lors de l'avance vers la Seine. Le 5 septembre, lorsque la division fut retirée d'Angleterre, tout ce qui restait de la compagnie étaient quarante hommes, sous les ordres de l'unique officier restant, Howard. Les autres officiers, sergents, et la majeure partie des jeunes sous-officiers faisaient partie des victimes.
Les pilotes de planeurs furent les premiers hommes à quitter la Compagnie « D », leur expérience étant demandée pour d'autres opérations planifiées. En particulier l'Opération Comet, qui incluait une autre opération de type « coup de main » au cours de laquelle dix-huit planeurs auraient dû être utilisés pour capturer trois ponts aux Pays-Bas. La mission aurait été menée par la 1re division aéroportée britannique, avec une brigade assignée à la défense de chaque pont. L'Opération Comet était planifiée pour le 8 septembre 1944, mais fut retardée, puis annulée. Les plans furent adaptés, puis devinrent l'Opération Market Garden. Cette opération devait faire appel à trois divisions aéroportées, sans toutefois utiliser d'assaut de type « coup de main ».

### Analyse
L'Air Chief Marshal Trafford Leigh-Mallory, de la Royal Air Force, loua les pilotes impliqués dans l'opération, affirmant qu'elle incluait « les réalisations aériennes les plus exceptionnelles de la guerre ».

### Pertes
Sur les 181 hommes — 139 fantassins, 30 Engineers et 12 pilotes — de la Compagnie « D » impliqués dans la capture des ponts, deux furent tués et quatorze autres furent blessés. Les pertes du 7e bataillon pendant la défense des ponts se portèrent à 18 morts et 36 blessés.
Du côté des forces de l'Axe, les pertes totales dans la zone au cours du 6 juin demeurent inconnues. 14 chars furent perdus pendant les combats : le premier pendant la nuit et les 13 autres pendant la journée. D'autres pertes incluent une canonnière sur le Canal de Caen.

### Récompenses
Howard fut récompensé du Distinguished Service Order, présenté sur le terrain par le général Bernard Montgomery. Smith et Sweeney reçurent tous-deux la Military Cross,, tandis que la Military Medal fut décernée au sergent Thornton et au Lance corporal Stacey. Le lieutenant Brotheridge reçut une citation militaire à titre posthume. En reconnaissance de leurs vols, huit des pilotes de planeurs reçurent la Distinguished Flying Medal.

## Héritage

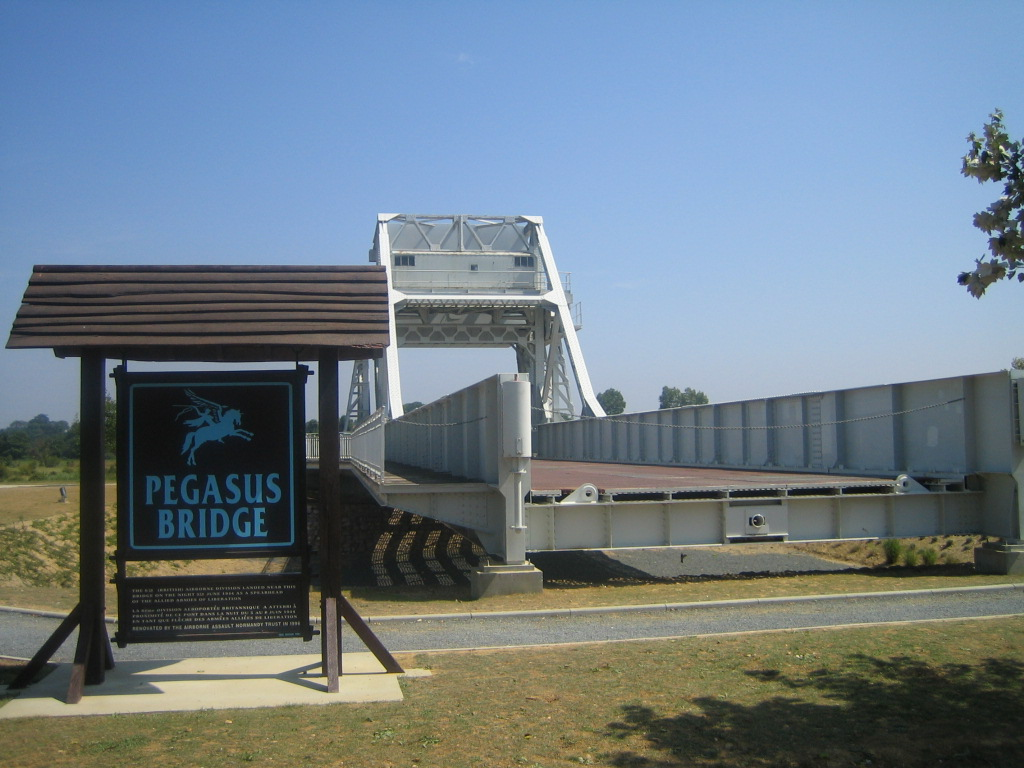
Le Pegasus Bridge original, au Mémorial Pegasus, à Benouville.

Le pont sur le Canal de Caen fut renommé « Pegasus Bridge », d'après l'emblème des forces aéroportées britanniques, alors que le pont sur le fleuve Orne devint le Horsa Bridge, en référence aux planeurs Horsa. La route les traversant fut renommée « Esplanade Major John Howard ».
Depuis la fin de la guerre, Pegasus Bridge et le Café Gondrée adjacent sont devenus des lieux où les vétérans britanniques de la Seconde Guerre mondiale se réunissent régulièrement, lorsqu'ils visitent la Normandie. En 1994, Pegasus Bridge a été remplacé par une nouvelle structure, de forme identique mais plus grande. Le pont historique a été conservé et ajouté à l'exposition du Mémorial Pegasus, à Ranville. La maquette originale de la zone autour du pont, qui fut utilisée pour donner les instructions aux troupes prenant part à l'assaut, est préservée au Museum of The Parachute Regiment and Airborne Forces, situé à l'Imperial War Museum Duxford.